# Martin Macík
Martin Macík, né le 23 avril 1989, est un pilote de rallyes tchèque, spécialiste de rallye-raid en camions.

## Palmarès

### Résultats au Rallye Dakar
| Année | Catégorie | Marque | Poste                           | Position  | Victoires d'étapes |
| ----- | --------- | ------ | ------------------------------- | --------- | ------------------ |
| 2013  | Camion    | LIAZ   | Navigateur de Vlastimil Vildman | 18e       | -                  |
| 2014  | Camion    | LIAZ   | Navigateur de Vlastimil Vildman | 13e       | -                  |
| 2015  | Camion    | LIAZ   | Pilote                          | Abd.      | -                  |
| 2016  | Camion    | LIAZ   | Pilote                          | 19e       | -                  |
| 2017  | Camion    | LIAZ   | Pilote                          | 10e       | -                  |
| 2018  | Camion    | LIAZ   | Pilote                          | 5e        | -                  |
| 2019  | Camion    | LIAZ   | Pilote                          | 18e       | -                  |
| 2020  | Camion    | Iveco  | Pilote                          | 5e        | -                  |
| 2021  | Camion    | Iveco  | Pilote                          | 4e        | 3                  |
| 2022  | Camion    | Iveco  | Pilote                          | 7e        | -                  |
| 2023  | Camion    | Iveco  | Pilote                          | 2e        | 5                  |
| 2024  | Camion    | Iveco  | Pilote                          | Vainqueur | 3                  |
| 2025  | Camion    | Iveco  | Pilote                          | Vainqueur | 5                  |